# Diretor de programa
Na indústria de serviços, como educação, um gerente de programa ou diretor de programa pesquisa, planeja, desenvolve e implementa um ou mais dos serviços profissionais da empresa. Por exemplo, na educação, um diretor de programa é responsável pelo desenvolvimento e manutenção de programas de graduação e/ou outros serviços educacionais.
Na gestão de programa, o diretor de programa é um gerente sênior responsável pelo sucesso geral do programa.
O papel de um diretor de programa em uma empresa que vende serviços profissionais é semelhante ao papel de um gerente de produto em uma empresa que vende bens tangíveis.

## Radiodifusão
No rádio ou na televisão, um diretor de programa ou diretor de programação é a pessoa que desenvolve ou seleciona parte ou todo o conteúdo que será transmitido. Seleções de um diretor de programa são baseados em experiência nos meios de comunicação, bem como o conhecimento do alvo demográfico. Normalmente, um diretor de programa decide qual programa de rádio ou programa de TV será transmitido e quando.

## Sem fins lucrativos
No contexto de organizações sem fins lucrativos, um diretor de programa é responsável por gerenciar um ou mais programas ou serviços da organização em uma função semelhante à de um diretor de operações.